# Skicross

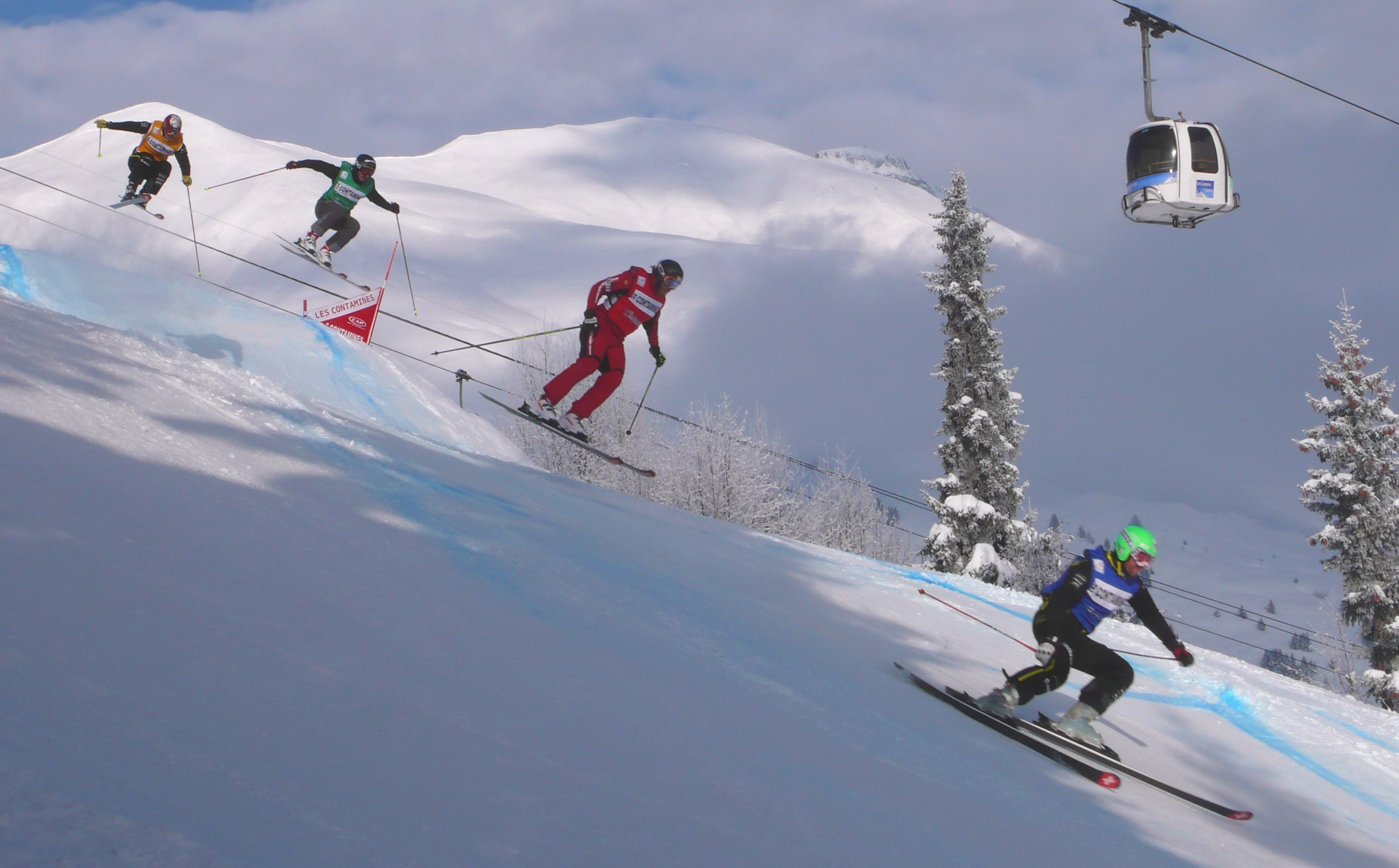
Zawody Pucharu Świata w Les Contamines-Montjoie (Francja)

Skicross (także skiercross, skier-X) – jedyna konkurencja narciarska polegająca na bezpośrednich wyścigach narciarzy alpejskich, jadących czwórkami (lub szóstkami) na jednej, specjalnie przygotowanej trasie zjazdowej.

## Zasady
Trasa skicrossu jest zbudowana ze specjalnych bramek (podobnie do tras biegu zjazdowego czy slalomu) i zbudowanych ze śniegu przeszkód: zakrętów z „bandami”, dłuższych i krótszych skoczni, poprzecznych garbów i innych, ciągle jeszcze
wymyślanych i udoskonalanych śniegowych konstrukcji, mających uatrakcyjnić widowisko.
Pierwszym etapem zawodów są eliminacje, które odbywają się na zasadzie indywidualnych przejazdów
trasą skicrossu wszystkich zawodników. Czasy uzyskane w eliminacjach pozwalają na odpowiednie „ustawienie” startujących zawodników (i zawodniczek) w czwórkach (lub szóstkach), i rozegranie zjazdów (wyścigów). Do rozgrywki finałowej kwalifikuje się 32 zawodników (lub 48 jeśli wyścigi odbywają się w szóstkach) i 16 zawodniczek (lub 24 jeśli w szóstkach).
Każdy z kolejnych biegów to regularny wyścig ze wspólnego startu (specjalna maszyna
startowa pozwalająca na otwarcie startu dla wszystkich jednocześnie), a do dalszego etapu przechodzi połowa startujących zawodników. Zwycięzcą zawodów jest narciarz, który pierwszy wjedzie na metę podczas wyścigu najlepszych zawodników.

## Historia
W 2006 roku Międzynarodowy Komitet Olimpijski zdecydował o włączeniu skicrossu do programu Zimowych Igrzysk Olimpijskich w Vancouver, a w 2007 Polski Związek Narciarski powołał Kadrę Narodową w tej konkurencji. Sezon 2007/2008 był pierwszym okresem treningów i startów polskich zawodników w poważnych zawodach międzynarodowych. W 2008 roku Dagmara Krzyżyńska zdobyła Puchar Europy w skicrossie.

## Skicross w Polsce
W latach 2005–2008 rozegrano tylko pięć zawodów w skicrossie, w tym raz (2006) Mistrzostwa Polski w Szczyrku. W 2010 roku odbyły się (po 4 letniej przerwie) Mistrzostwa Polski w skicrossie na trasach ośrodka Hawrań w Jurgowie. Wyniki można znaleźć na polskiej stronie skicrossu.
Na igrzyskach olimpijskich 2010 w Vancouver polska zawodniczka Karolina Riemen zajęła 16 miejsce.